# Jan van de Putte
Jan van de Putte is een Nederlands nieuwslezer en journalist.
Van de Putte werkzaam als nieuwslezer bij de NOS. Momenteel is hij vooral op NPO Radio 1 te horen. Daarvoor was hij een van de vaste nieuwslezers van onder andere 3FM.

## Loopbaan
In 1983 begon van de Putte met het maken van radio bij regionale zenders. Hij volgde De School voor de Journalistiek in Utrecht en werkte daarna voor TROS Aktua en RTL Radio.
In 1995 begon hij bij de NOS als nieuwslezer. In 2004 vormde hij samen met Jurgen van den Berg het nieuwsteam van ochtendprogramma GI:EL op 3FM. Na zijn uitstapje naar 3FM ging hij weer terug naar de 'centrale nieuwsredactie' van de NOS. Waar hij voor NPO Radio 1 en ook andere publieke radiozenders het nieuws leest.
Naast het presenteren van de nieuwsbulletins doet Van de Putte, net als zijn collega's, ook redactiewerk. "Mensen weten niet dat je ook het nieuws zelf bij elkaar sprokkelt en de teksten schrijft", vertelde hij in 2022 aan Het Parool.

## Trivia
- In 2021 en 2016 werd van de Putte genomineerd voor Beste Nieuwslezer bij de RadioFreak Awards.[4]
- Van de Putte leest het nieuws altijd op blote voeten, vertelde hij in een interview met de NOS.[5]